# Acacia crassiuscula
Acacia crassiuscula é uma espécie de leguminosa do gênero Acacia, pertencente à família Fabaceae.